# Else Noack
Else Martha Frida Noack (geb. Powalka; * 23. September 1913 in Züllichau, Kreis Züllichau-Schwiebus; † 17. Februar 2001 in Frankfurt (Oder)) war eine deutsche Politikerin (SED). Sie war von 1955 bis 1960 Oberbürgermeisterin von Frankfurt (Oder).

## Leben
Noack entstammte einer Arbeiterfamilie. Sie besuchte die Volksschule, absolvierte eine Lehre und war anschließend als Verkäuferin tätig. Zwischen 1937 und 1946 war sie Hausfrau.

1945 trat sie der Kommunistischen Partei Deutschlands (KPD) bei und wurde 1946 Mitglied der Sozialistischen Einheitspartei Deutschlands (SED). Im Januar/Februar 1946 absolvierte sie einen Lehrgang an der KPD-Parteischule in Schmerwitz bei Wiesenburg/Mark. Anschließend war sie 1946/47 Frauenreferentin in der Kreisverwaltung Beeskow, dann von 1947 bis 1951 Kreisgeschäftsführerin der Konsumgenossenschaft Storkow. 1951 fungierte sie als Abteilungsleiterin in der SED-Kreisleitung Fürstenwalde und dann von 1951 bis 1953 als Organisations-Instrukteurin und als Sekretär beim Rat des Kreises Fürstenwalde. Nachdem sie 1953/54 den Einjahreslehrgang an der Deutschen Akademie für Staats- und Rechtswissenschaft (DASR) in Potsdam-Babelsberg besucht hatte, wirkte sie 1954/55 als Sekretär des Rats des Kreises Angermünde.

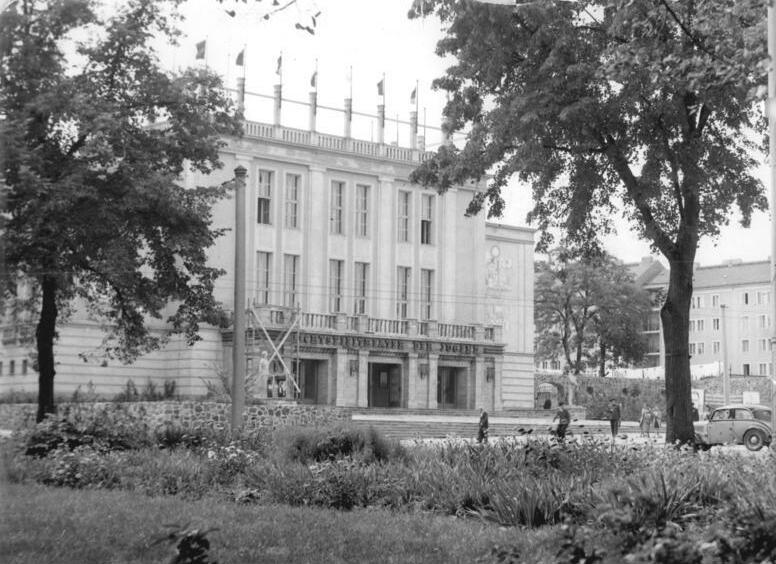
Lichtspieltheater der Jugend (1957)

Am 15. April 1955 wählte die Stadtverordnetenversammlung Frankfurt (Oder) Noack als erste Frau in das Amt des Oberbürgermeisters. Zwei Jahre später – am 5. Juli 1957 – wurde sie wiedergewählt. Während ihrer Amtszeit wurde der Wiederaufbau des Stadtzentrums unter weitgehender Aufgabe des alten Stadtgrundrisses weiter vorangetrieben. Am 28. Mai 1956 begannen die Hochbauarbeiten in der Wollenweberstraße. Die Karl-Marx-Straße wurde zur Einkaufs- und Verkehrsstraße ausgebaut. Das „Lichtspieltheater der Jugend“ in der Wilhelm-Pieck-Straße (heute Heilbronner Straße) wurde bereits am Vorabend des 1. Mai 1955 festlich eröffnet. Mit der Jahreswende 1958/1959 begann auch die Geschichte des Halbleiterwerkes.
Noack wurde, nachdem sie 1959 ein Fernstudium an der DASR zur Diplom-Juristin beendet hatte, am 7. Juni 1960 als Oberbürgermeisterin abberufen und schied am 10. Juli 1960 auch aus dem Rat der Stadt aus.
Nach 1960 wurde Else Noack gewähltes Mitglied des Rates des Bezirkes Potsdam. Sie arbeitete in leitender Funktion in der Frauenkommission der Potsdamer Bezirksleitung der SED.
Else Noack setzte sich stark dafür ein, Frauen weiterzubilden und in leitende Positionen zu bringen.

## Auszeichnungen
- Verdienstmedaille der DDR (1959)